# Cameret ha-Bira
Cameret ha-Bira (hebrejsky: צמרת הבירה, doslova Vrchol hlavního města) je židovská čtvrť v centrální části Jeruzaléma v Izraeli, ležící ve Východním Jeruzalému, tedy v části města, která byla okupována Izraelem v roce 1967 a začleněna do hranic Jeruzaléma.

## Geografie
Leží v nadmořské výšce cca 800 metrů, cca 3 kilometry severoseverovýchodně od Starého Města. Na severu s ní sousedí židovská čtvrť ha-Giva ha-Carfatit (Francouzský Vrch), za jejíž součást bývá někdy považována. Na jihu je to arabská čtvrť Isavija, dále hora Skopus a na ní areál Hebrejské univerzity. Nachází se na vyvýšenině, ze které k východu klesá terén prudce do údolí vádí Nachal Og, které směřuje do Judské pouště. Podél severního a východního okraje čtvrti prochází dálnice číslo 1.

## Dějiny
Oficiálně tvoří Cameret ha-Bira spolu se sousední ha-Giva ha-Carfatit čtvrť oficiálně nazývanou Giv'at Šapira. V praxi ale bývá užíváno jméno ha-Giva ha-Carfatit pro obě urbanistické části. Byla založena roku 1972. Za jejím vznikem stála skupina židovských imigrantů převážně z USA.